# Club Gimnasia y Esgrima de Comodoro Rivadavia
|  | No s'ha de confondre amb Gimnasia y Esgrima (desambiguació). |

El Club Gimnasia y Esgrima de Comodoro Rivadavia és un club argentí de basquetbol i handbol de la ciutat de Comodoro Rivadavia, Província de Chubut.

## Història

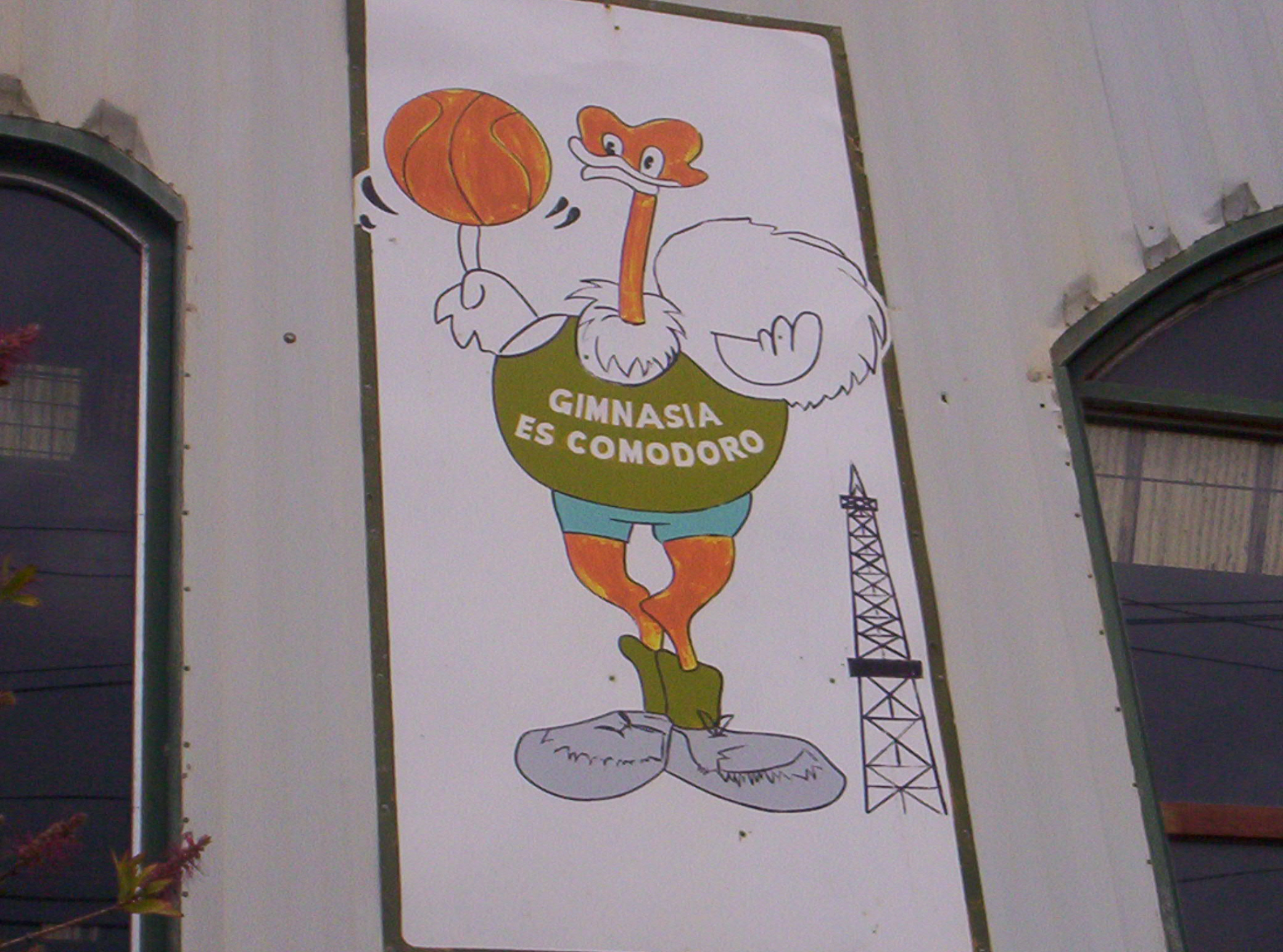
El nyandú mascota del club.

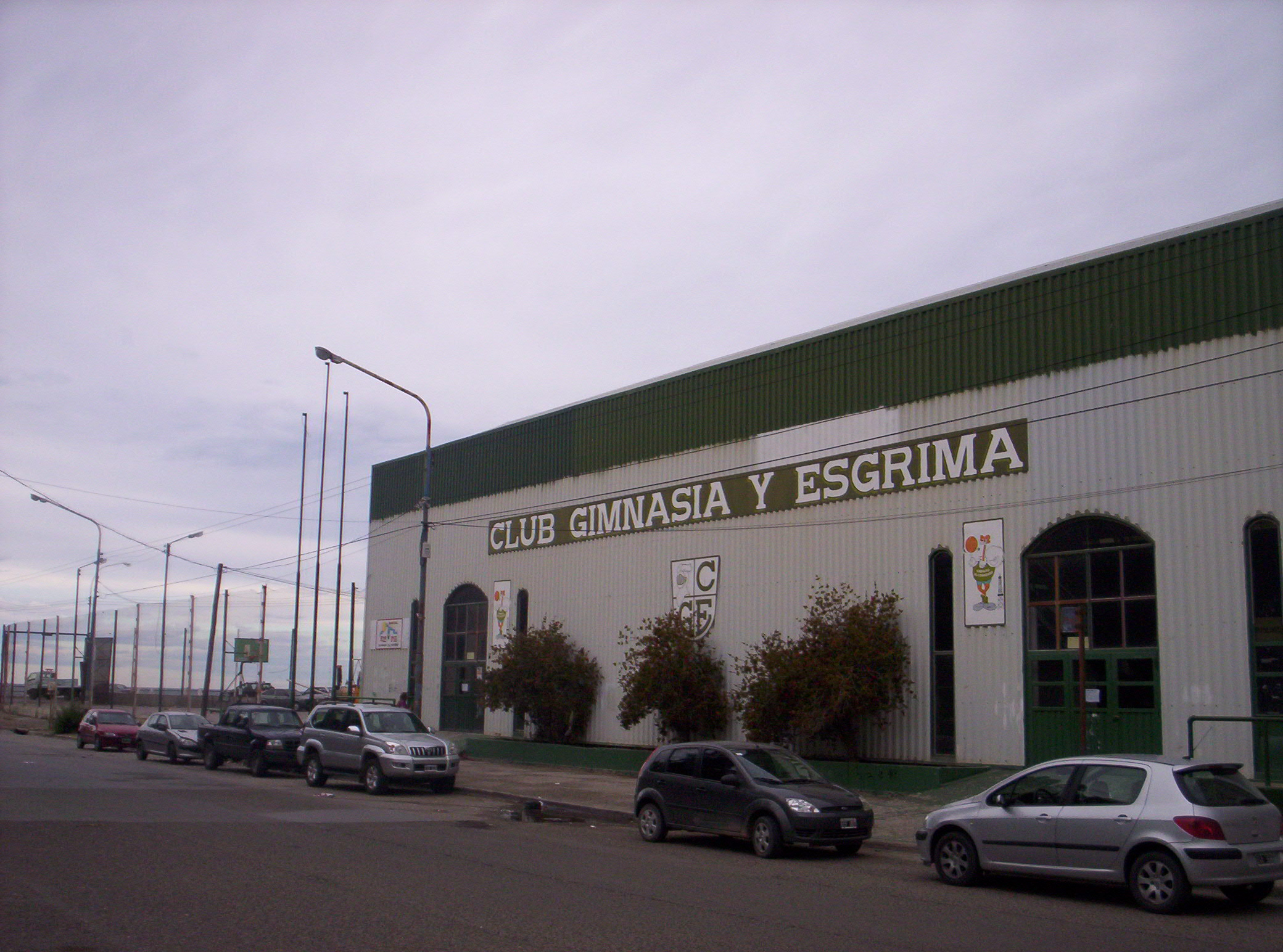
Pavelló de Gimnasia de Comodoro.

El 1989 guanyà el campionat de Primera Nacional B, i ascendí a la Liga Nacional de Básquet. La temporada 1999-00 acabà tercer a la lliga i es classificà per primer cop per la Lliga sud-americana de bàsquet de 2001.
La temporada 2005-06 guanyà els seu primer títol de lliga argentí.
El juliol de 2011,el Grupo Indalo s'associà amb el club, el qual canvià el nom esdevenint Gimnasia Indalo.

## Palmarès
- Liga Nacional de Básquet (1): 
  - 2005-06